# Concord (Kentucky)
Pour les articles homonymes, voir Concord.
La ville de Concord est située dans le comté de Lewis, dans l’État du Kentucky, aux États-Unis. Elle comptait 28 habitants lors du recensement de 2000.

## À noter
Concord est la plus petite localité non incorporée de l’État.

## Source
- (en) Cet article est partiellement ou en totalité issu de l’article de Wikipédia en anglais intitulé « Concord, Kentucky » (voir la liste des auteurs).